# Petro Cholodnyj
Petro Iwanowytsch Cholodnyj (ukrainisch Петро Іванович Холодний; * 6. Dezemberjul. / 18. Dezember 1876greg. in Perejaslaw, Gouvernement Poltawa, Russisches Kaiserreich; † 7. Juni 1930 in Warschau, Polen) war ein ukrainischer Künstler, Wissenschaftler und Politiker.

## Leben

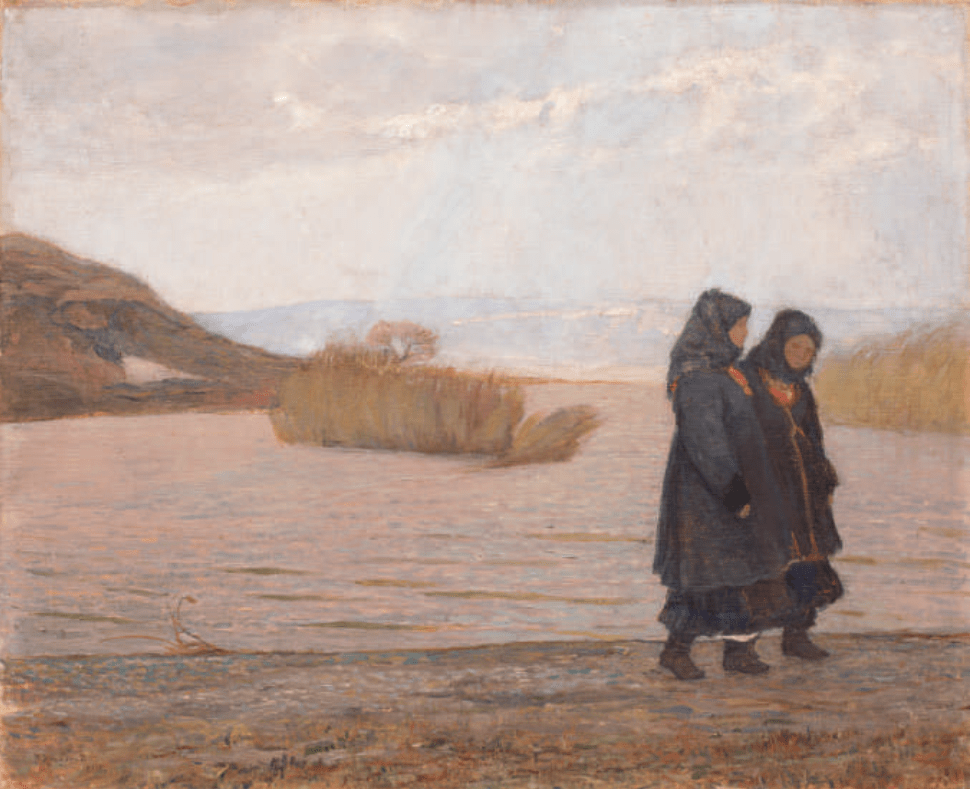
Petro Cholodnyj: Frühling, 1911

Petro Cholodnyj besuchte das 4. Gymnasium in Kiew und während der letzten zwei Schuljahre absolvierte er Abendkurse in der Zeichenschule von Mykola Muraschko, wo er seine künstlerische Ausbildung erhielt.
1897 schloss er an der Universität Kiew sein Studium mit Schwerpunkt „Mathematik und Mineralogie“ ab und lehrte ab 1898 an der Fakultät für Physik der Kiewer Ingenieursschule. 1906 wurde er Rektor der Wirtschaftshochschule in Kiew und im März 1917 wurde er der erste Direktor der ukrainischen Schule in Kiew. Seine künstlerische Laufbahn begann 1910 mit der Veröffentlichung seiner Werke in der Ausstellung der ukrainischen Kunst in Kiew. Seit dieser Zeit befasste er sich auch mit alter ukrainischer Kunst und wurde zum Experten alter ukrainischer Ikonen- und Maltechniken. Von 1916 an begann er diese Techniken anzuwenden und verlieh ihnen gewisse stilistische Merkmale der byzantinischen Kunst. So wurde er, gemeinsam mit Mychajlo Bojtschuk und Oleksa Nowakiwskyj zu einem der Gründer des sogenannten „Neowisantynismus“ (неовізантинізму), der zeitgenössischen Kunst im ukrainischen, nationalen Stil.
Nach der Gründung der Ukrainischen Volksrepublik (UNR) wurde er Abgeordneter der ukrainischen Zentralna Rada. Im Herbst 1917 wurde er der stellvertretender Minister für Bildung, und als dieser für die Entwicklung der Grundlagen der Organisation der ukrainischen Bildung und Kunst zuständig. Anschließend wurde er noch der Minister für Bildung der UNR.
Nach dem Ende der Volksrepublik ging er zunächst mit der Exilregierung ins westgalizische Tarnów ins Exil. 1921 zog er nach Mykolajiw (Woiwodschaft Stanislau) und 1922 nach Lwiw. Die 1920er Jahre wurden zu einer aktiven, kreativen Schaffensperiode des Künstlers. Er befasste sich mit Monumental- und Tafelmalerei und erschuf dekorative Kunst, die er in Lwiw ausstellte. Seine Glas- und Wandmalereien finden sich in vielen westukrainischen Kirchen, unter anderem in der Mariä-Himmelfahrt-Kathedrale in Lwiw.
Petro Cholodnyj schrieb mehrere wissenschaftliche Arbeiten, die von der Schewtschenko-Wissenschaftlichen-Gesellschaft veröffentlicht wurden. Er starb 1930 54-jährig in Warschau. 1931 fand im Nationalmuseum in Lwiw eine posthume Ausstellung mit mehr als 350 Exponaten des Künstlers statt.